# Wieżowiec ZUS w Łodzi
Wieżowiec ZUS – budynek znajdujący się w centrum Łodzi przy ul. Zamenhofa 2, tuż przy skrzyżowaniu z ul. Piotrkowską. 

## Historia
Wieżowiec powstał w 1979 roku i od początku jest siedzibą Zakładu Ubezpieczeń Społecznych. Ma 65 metrów wysokości i liczy 18 kondygnacji (w tym 16 użytkowych i 2 techniczne).
W 2005 roku wieżowiec został rozbudowany na obszarze parteru, gdzie zostały wyburzone zewnętrzne ściany i od trzech stron dodano po trzy metry dodatkowej przestrzeni użytkowej.